# Оратовский, Михаил Тимофеевич
Михаил Тимофеевич Оратовский (1905 — 1966) — советский садовод, автор и соавтор 33 районированных сортов черешни, лауреат Государственной премии Украины в области науки и техники (1992).

## Биография
Михаил Оратовский родился в 1905 году в селе Дубовое Черкасской области. Его отец был сельским писарем, а мать домохозяйкой. В семье Оратовских было четверо детей.
В 1933 году Михаил окончил аспирантуру при Украинской сельскохозяйственной академии, и вскоре переехал работать в Мелитополь, где занялся выведением сортов черешни, хорошо приспособленных к местным климатическим условиям. В 1938 году он защитил кандидатскую диссертацию по теме «Продуктивность сортов черешни в связи с опылением».
На даче Филибера, первом отделении Мелитопольской садстанции, Оратовский познакомился со своей будущей женой Еленой.
В начале Великой Отечественной войны Михаила Оратовского, как и многих других мелитопольцев, отвезли рыть окопы под Марганцем. Там он попал в окружение, но сумел переправиться через Днепр и вернуться в Мелитополь. Когда немцы, оккупировавшие Мелитополь, узнали, что Оратовский — селекционер, они решили отправить его в Германию. Чтобы избежать этого, Оратовский перешёл на нелегальное положение, оборудовав себе землянку в черешневом саду, и продолжил заниматься селекционной работой. Он проводил скрещивания и изучал развитие сеянцев, на основе которых ему позже удалось вывести новые сорта плодовых деревьев.
После освобождения Мелитополя Красной Армией Оратовский ушёл на фронт. Получил медаль «За боевые заслуги». Вернулся с фронта осенью 1945 года.
Первые свои сорта черешни «Скороспелка», «Днепровская», «Приусадебная» Оратовский вывел ещё в 1930-е годы. В 1954 году он получил авторские свидетельства на черешню «Днепровская» и вишню «Мелитопольская десертная», а также на самый известный из своих сортов — черешню «Валерий Чкалов». Всего он был автором или соавтором 33 сортов черешни, 1 сорта вишни и 3 сортов абрикоса. Оратовский — автор 34 печатных работ.
В 1992 году за работу «Селекция и внедрение сортов черешни в производство» (в соавторстве с И. И. Мамаевым) и М. Ф. Оратовскому была присуждена Государственная премия Украины в области науки и техники.
По словам директора Мелитопольского НИИ орошаемого садоводства Виталия Рульева, Оратовский первым в СССР вывел отечественные сорта черешни — до этого в Советском Союзе использовались только иностранные сорта.
В настоящее время сорта, выведенные Оратовским, занимают около 40% всех насаждений черешни на территории Украины.

## Известные сорта, выведенные Оратовским
- Черешня Валерий Чкалов — выведена М. Т. Оратовским совместно с Центральной генетической лабораторией им. И. В. Мичурина[4] (22% всех насаждений черешни на территории Украины).
- Черешня Мелитопольская чёрная — выделена М. Т. Оратовским среди сеянцев черешни Французской чёрной от свободного опыления[5] (10% насаждений черешни на Украине).
- Черешня Крупноплодная — выведена М. Т. Оратовским и Н. И. Туровцевым (7% насаждений черешни на Украине).
- Черешня Приусадебная — выведена М. Т. Оратовским. На международной выставке плодов в Эрфурте сорту присуждена золотая медаль[6].
- Черешня Бигарро Оратовского — выведена М. Т. Оратовским из сеянцев сорта Французская чёрная.